# Brodo nero
Il brodo nero (μέλας ζωμός) era il piatto tradizionale spartano, assurto a simbolo della frugalità dei costumi di quel popolo. Tale pietanza aveva pessima fama presso le altre poleis greche per la proverbiale sgradevolezza del sapore, il brodo nero costitutiva la componente fondamentale consumata nei sissizi (i pasti comuni degli spartiati).
In realtà la traduzione brodo nero non rende pienamente il significato del termine greco, che, in senso più letterale, indica una zuppa nera: si trattava, in effetti, di uno spezzatino di maiale, reso scuro dall'aggiunta di sanguinaccio e vino.
Plutarco, nella Vita di Licurgo, racconta di un re del Ponto (mentre in un passo dei Moralia egli afferma che il re fosse Dionisio I di Siracusa) che, avendo sentito parlare di questo famoso brodo ed essendone rimasto incuriosito, aveva fatto venire un cuoco spartano per prepararlo. Assaggiatolo, lo trovò pessimo; il cuoco gli disse allora che per gustarlo appieno bisognava prima bagnarsi nell'Eurota (il fiume del Peloponneso presso cui si trova Sparta), intendendo che per apprezzarlo bisognava far propri usi e abitudini spartani, adattandosi a uno stile di vita semplice ed essenziale.
Lo stesso Plutarco riferisce che gli anziani non mangiavano la carne (che era lasciata ai giovani) ma preferivano nutrirsi quasi esclusivamente del brodo nero.
Ateneo individua, quale segno di decadenza di Sparta, il fatto che i cuochi di quella polis fossero intenti a elaborare intingoli raffinati e non fossero nemmeno più in grado di preparare il brodo nero.